# Roger Joseph Boscovich
Pour les articles homonymes, voir Boscovich (homonymie) et Bošković (homonymie).
Roger Joseph Boscovich, en italien Ruggiero Giuseppe Boscovich ou en latin Rogerius Iosephus Boscovicius,, noms sous lesquels il était connu de son temps et dont il usait lui-même, reconstitués aujourd'hui sous la forme croate Ruđer Josip Bošković (18 mai 1711, Raguse – 13 février 1787, Milan), est un prêtre jésuite dalmate qui était mathématicien, physicien, astronome, diplomate, poète et philosophe.
Né dans la république de Raguse, il passe la plus grande partie de sa vie active à Rome (États pontificaux) ; il travaille aussi à Paris et meurt, à Milan, « sujet du roi de France ».

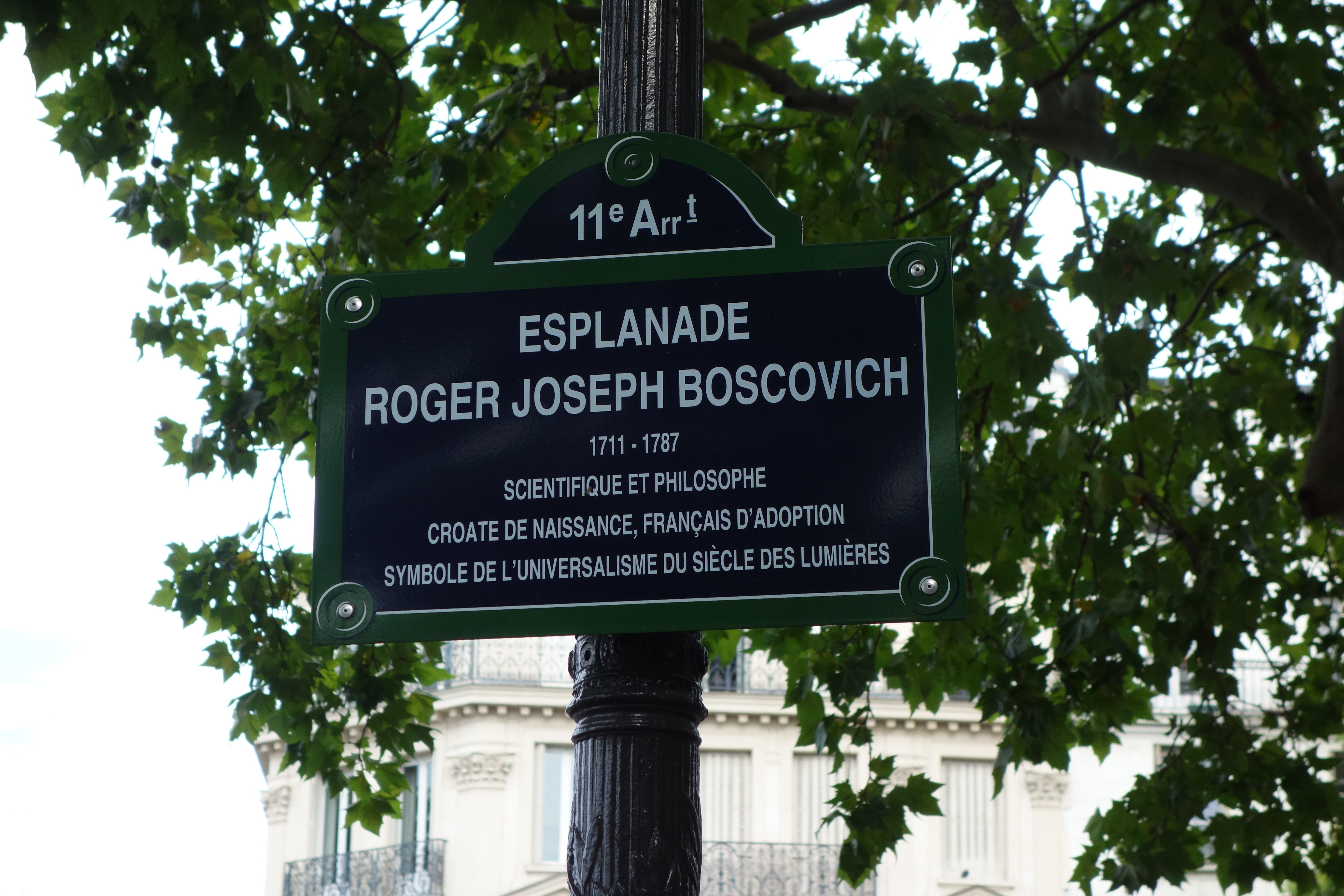
Esplanade Roger-Joseph Boscovich (11e arrondissement de Paris).

## Biographie

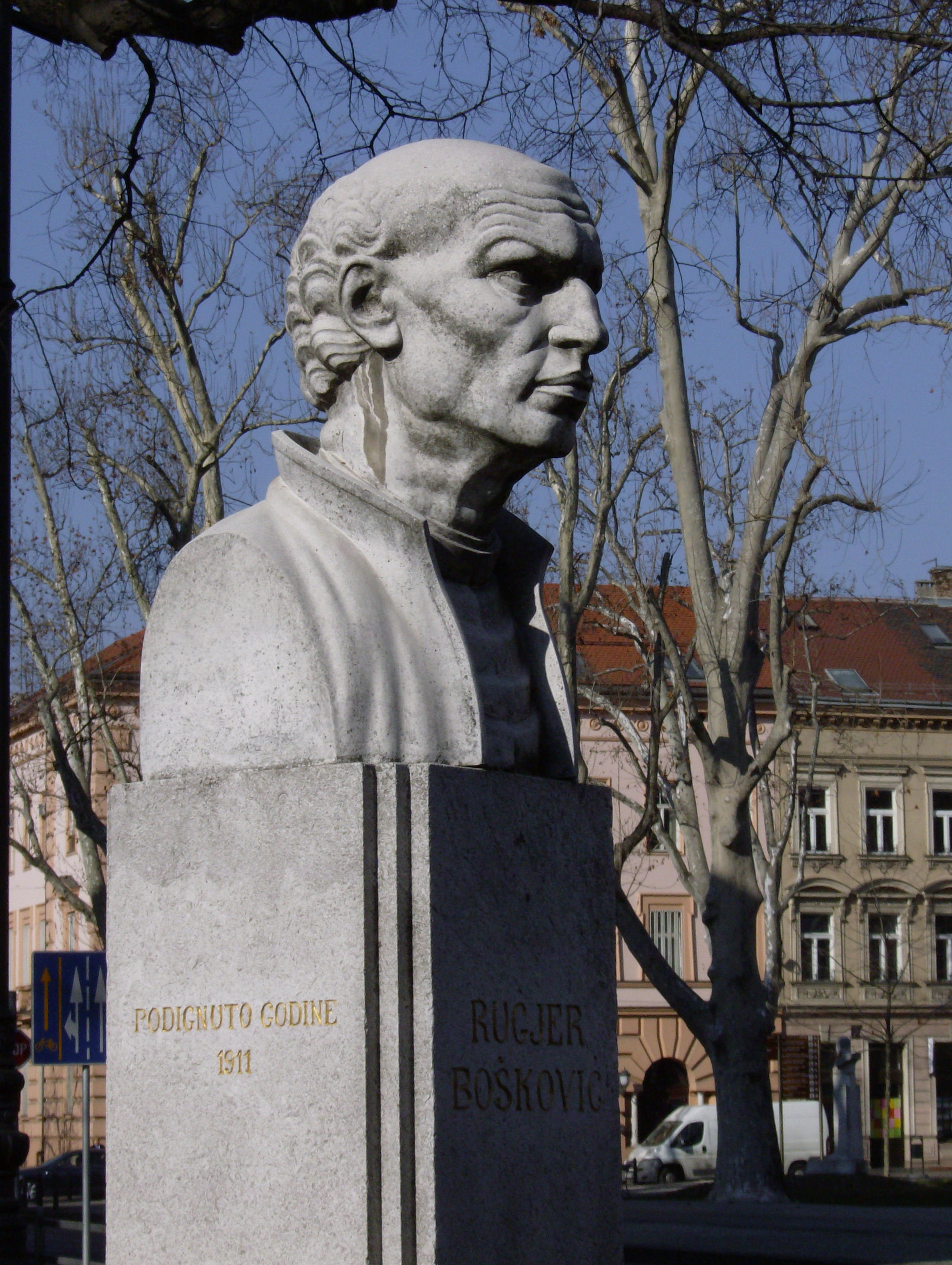
Buste de Roger Joseph Boscovich, parc Zrinjevac, Zagreb.

Né le 18 mai 1711 à Raguse (Dubrovnik), alors république vassale de l'Empire ottoman, Roger Joseph Boscovich, est le fils de Nikola Bošković (en) né à Orahov Do, dans la paroisse catholique de Ravno (sud-ouest de l'Herzégovine), riche marchand ragusain, et de Paola Bettera (Pavica Betera), d'une famille originaire de Bergame. Il doit son prénom de Ruggiero à son oncle et parrain Ruggiero Bettera. Il fait ses premières études au collège des jésuites de Raguse (1720–1725). En septembre 1725 il se rend à Rome pour entrer dans la Compagnie de Jésus. Il commence son noviciat le 31 octobre 1725 à l'église Saint-André du Quirinal.
Au cours de ses études de rhétorique et de philosophie au Collège romain (1727–1732) il fait preuve de dons exceptionnels pour les mathématiques et la physique. Il redécouvre la démonstration du théorème de Pythagore.
Ses études de théologie (1738–1741) terminées Boscovich est ordonné prêtre le 28 octobre 1740 et est immédiatement nommé professeur de mathématiques au Collège romain; il y reste jusqu'en 1770. Durant ces années il est plusieurs fois chargé par le pape Benoît XIV de missions scientifiques et diplomatiques.
Avec les mathématiciens François Jacquier, et Thomas Leseur, il est consulté par le pape à la fin novembre 1742 pour une expertise du dôme de la basilique Saint-Pierre de Rome, qui s'était dangereusement lézardé depuis 1741. En définitive, le pape confie la mission le 12 janvier 1743 au physicien italien Giovanni Poleni, qui lui remet son rapport à l'été 1743 ; les consolidations et réparations se dérouleront de 1743 à 1748.
Le père Boscovich voyage à travers l'Europe (1757–1762), se met en relation avec les savants d'Angleterre et de France, et est admis dans leurs académies. Il propage en Italie la philosophie d'Isaac Newton. Il est reçu en 1760 à l'Académie des sciences de Saint-Pétersbourg, élu en 1761 à la Royal Society de Londres. De 1761 à mai 1762 il est à Constantinople et plus tard (mai–juillet 1762) voyage à travers la Turquie, la Bulgarie, la Valachie, la Moldavie et la Pologne.
En 1762, il construit un nouvel observatoire astronomique au collège jésuite de Brera, à Milan. Il enseigne ensuite les mathématiques aux universités de Pavie (1764–1769) et de Milan (1770–1773), tout en étant directeur de l'observatoire de Brera.
Lorsque la Compagnie de Jésus est supprimée en 1773, il est entièrement libre de ses mouvements. Boscovich accepte une invitation à Paris comme directeur des travaux d'optique pour la marine (1773–1786). Nommé directeur d'optique de la Marine à Paris en 1773, il achète sa citoyenneté française et devient « sujet du roi de France ».
Le père Boscovich meurt à Milan pendant qu'il dirigeait, avec Christopher Maire, la mesure d'un degré d'arc de méridien. Il y est inhumé dans l'église de Santa Maria Podone (it).

## Travaux
Les apports de Roger Joseph Boscovich à la science concernent :
- les problèmes de l’astronomie pratique : usage du télescope (1739), et théorique : taches solaires (1736), orbite de Mercure (1737), aurores boréales (1738), mouvement des corps célestes dans le vide (1740), effets de la gravité (1741) ;
- la forme et la taille de la Terre (1739), la mesure des méridiens ;
- la nécessité des mathématiques pour résoudre les problèmes de la science ;
- la structure de la matière ;
- le problème de la grandeur, l’infiniment grand et l’infiniment petit : pour Boscovich, l’infini n’existe pas dans le monde naturel.

Il est l'inventeur du premier vitromètre.

## Écrits

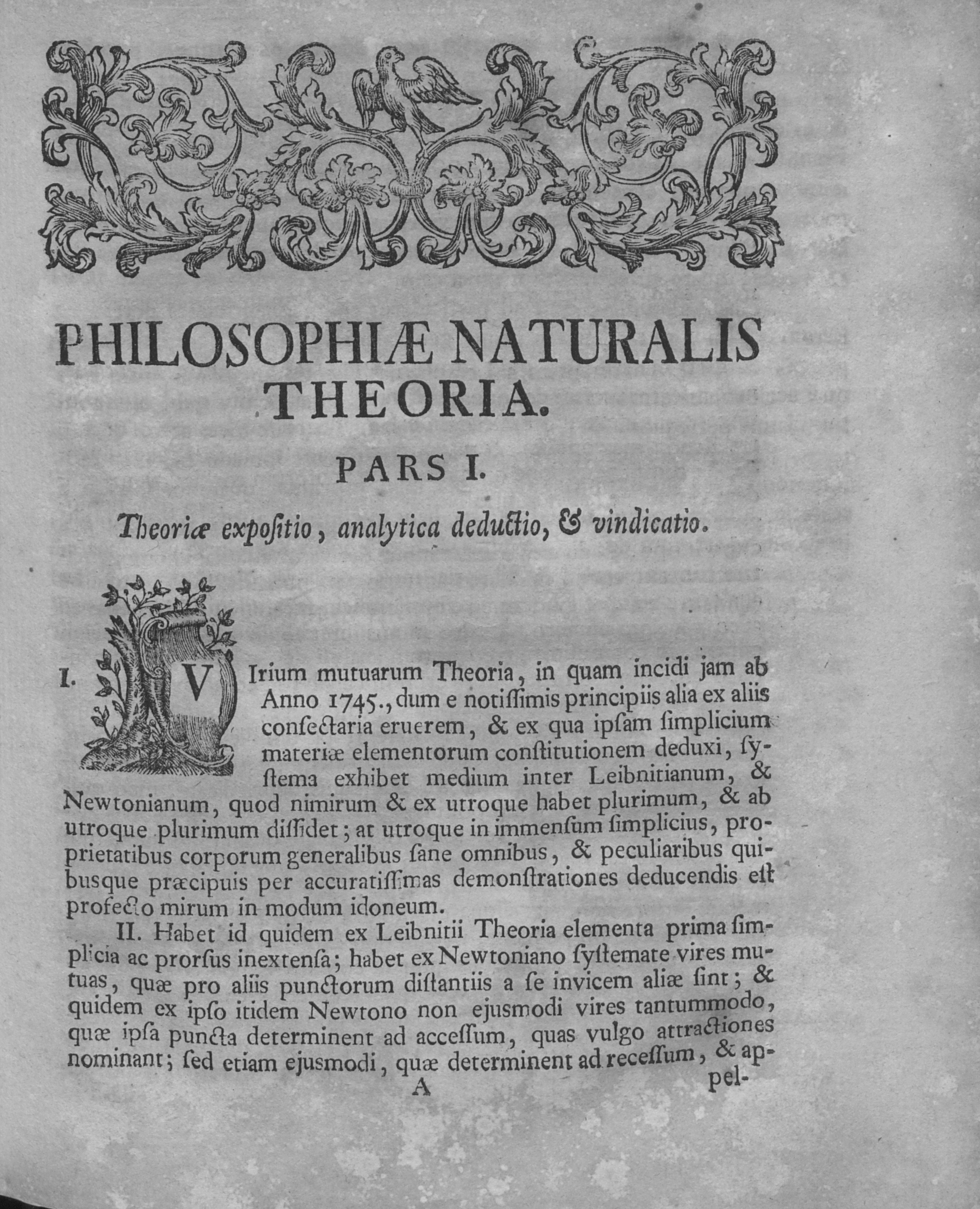
Philosophiae naturalis theoria (1758).

Comme la plupart des savants de son époque, il publiait principalement en latin, mais écrivait aussi, suivant les lieux et les correspondants, en italien, en allemand (dans ces cas nous mentionnons la langue) et en français ; il correspondait avec son frère dans leur langue maternelle.
- De maculis solaribus (« Les taches solaires »), 1736 ;
- De novo telescopii usu ad objecta coelestia determinanda (« L’emploi du télescope en astronomie »), Rome, 1739 ;
- De circulis oscillatoribus (« Les cercles oscillants »), 1740 ;
- De annuis stellarum fixarum aberrationibus (« Les aberrations annuelles des étoiles fixes »), Rome, 1742 ;
- Sur la coupole de Saint-Pierre, avec Thomas Leseur et François Jacquier :
  - (it) Parere di tre matematici sopra la cupola di San Pietro, 1742
  - (it) Sopra alcune difficoltà spettanti i danni, e risarcimenti della cupola di S. Pietro, 1743[7] (OCLC 889846408)
- De viribus vivis (« Les forces vives »), Rome, 1745 ;
- Trigonometria sphaerica, 1745 ;
- De cycloide et logistica, Rome, 1745 ;
- De cometis (« Les comètes »), Rome, 1746 ;
- De lumine (« La lumière »), Rome, 1748 — Examen critique des connaissances de l’époque ;
- De materiae divisibilitate et de principiis corporum dissertatio (« La divisibilité de la matière et les principes des corps »), 1748 ;
- De determinanda orbita planetae (« La détermination de l’orbite d'une planète »), Rome, 1749 ;
- Elementorum universae matheseos (« Éléments de mathématiques universelles »), Rome, 1754 (t. III en ligne) ;
- De continuitatis lege et ejus consectariis pertinentibus ad prima materiae elementa eorumque vires (« La loi de continuité et ses conséquences sur les éléments de matière et leurs forces »), 1754 ;
- De lege virium in natura existentium (« La loi des forces existant dans la nature »), 1755 ;
- De litteraria expeditione per Pontificam ditionem ad dimentiendos meridiani gradus et corrigendam mappam geographicam, iussu et auspiciis Benedicti XIV (« Compte rendu de l'expédition faite sur édit papal pour mesurer le degré de méridien et corriger la carte géographique, sur ordre et sous les auspices de Benoît XIV »), 1755 ;
- Philosophiae naturalis theoria redacta ad unicam legem virium in natura existentium (« Théorie de la philosophie naturelle pour une unification des forces de la nature »), Vienne, 1758, et Venise, 3e  éd., 1763 ; théorie de la nature dans laquelle il explique tous les phénomènes par le fait que la matière est composée de points simples, indivisibles, contigus et sans extension (ce qui les distingue des atomes) soumis à une force attractive ou répulsive selon le cas, essayant de concilier ainsi Leibniz et Newton[8]. Il y présente une théorie physique des points de force :
  - la matière est impénétrable ; deux corps ne peuvent occuper les mêmes positions au même moment (ce qui évoque presque Pauli) ;
  - la matière est dispersée dans un vide et y flotte ;
  - par conséquent, « les forces mutuelles entre deux points doivent être considérées comme répulsives à certaines distances et attractives à d'autres distances ». À de très courtes distances, la force doit être répulsive, et cette force répulsive doit diminuer à mesure que la distance augmente. À de plus grandes distances, certainement moins d'un millième de pouce, la force devient finalement attractive, variant à l'inverse du carré de la distance comme l'indique la loi de Newton alternativement attractive et répulsive.
  - les points ne sont jamais au repos absolu.
- De Solis ac Lunae defectibus (« Les éclipses du soleil et de la lune »), Londres, 1760, Rome, 1767. Poème latin.
  - Les éclipses, trad. abbé de Barruel, 1779
- (it) Giornale di un viaggio da Constantinopoli in Polonia, 1762 ;
  - Journal d'un voyage de Constantinople en Pologne, Paris, 1772 ;
- Opera pertinentia ad opticam, et Astronomiam maxima ex parte nova, et omnia hucusque inedita, in quinque tomos distributa, (« Œuvres relatives à l’optique et à l’astronomie »), Rome, 1784 ; Bassano, 5 volumes in-4, 1785  ; t. 5, traduction française ;
- De recentibus compertis pertinentibus ad perficiendam dioptricam (« Calculs récents pour perfectionner l'optique »), 1767 ;
- De orbitis cometarum determinandis ope trium observationum parum a se invicem remotarum (« Détermination des orbites des comètes par trois observations peu éloignées les unes des autres »), Paris, 1774 ;
- Dissertatio de maris estu (« Dissertation sur les marées ») ;
- Epigrammata (« Épigrammes »).

### Listes d’œuvres
- (it) Edoardo Proverbio (dir.), Catalogo delle opere a stampa di Ruggiero Giuseppe Boscovich (1711–1787), Rome, 2007, 157 p. ;
- Liste d’œuvres en ligne, Deutsche Digitale Bibliothek — 55 titres[Note 3]

## Controverse sur la nationalité de Boscovich

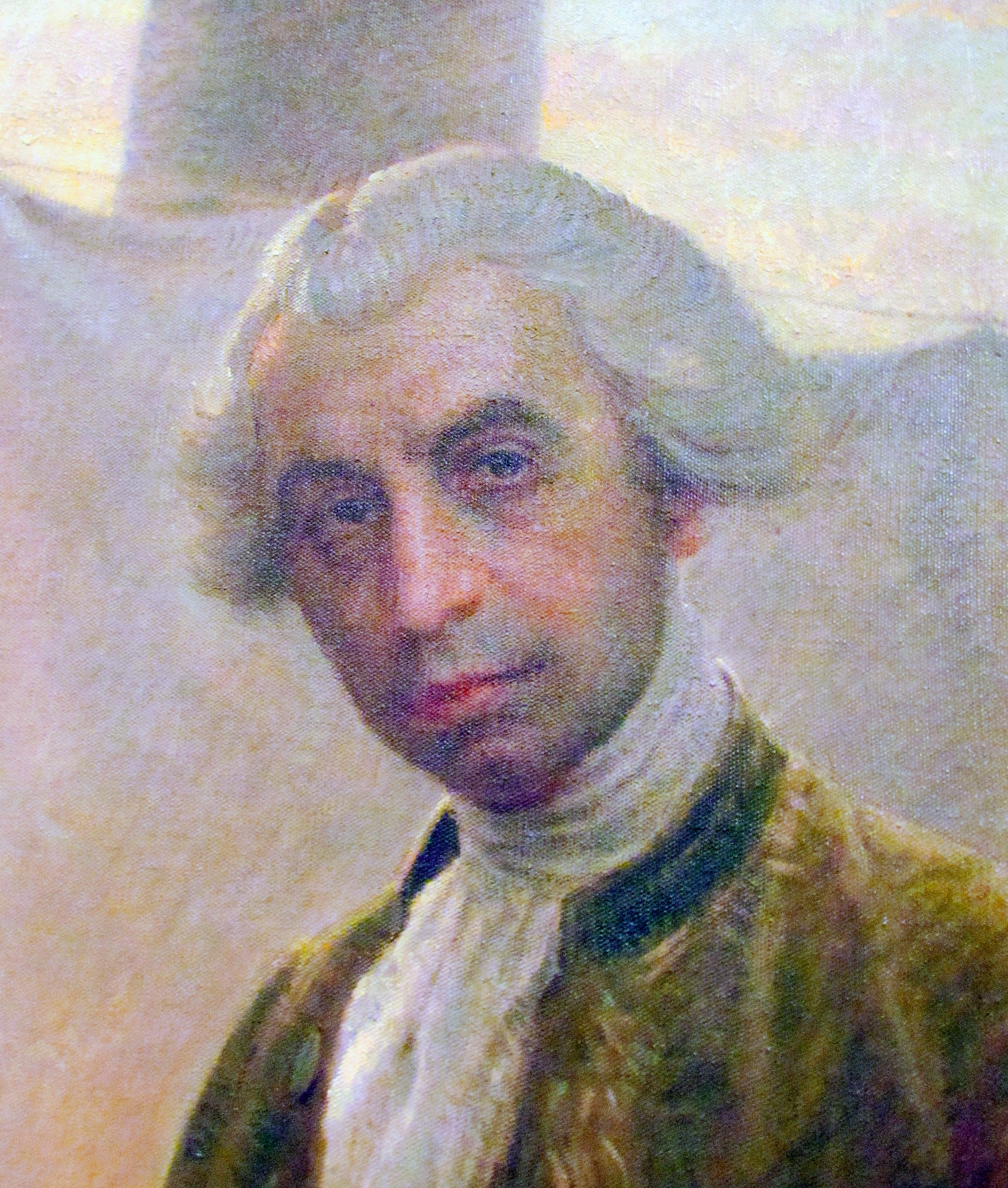
Boscovich par Vlaho Bukovac.

À l'époque de Boscovich, la ville de Raguse était une république indépendante, et, si elle avait dû se reconnaître des suzerains successifs (l'empereur de Byzance, la république de Venise, le roi de Hongrie et de Croatie...), voire payer tribut (notamment au sultan ottoman), elle ne faisait partie d'aucun État, serbe ou croate. Cependant, l’appartenance de Raguse (Dubrovnik) à l’espace ethnographique, géographique et territorial de la Croatie est attestée dès 1154 par le géographe arabe al-Idrisi (« ultime ville de la Croatie »), par les autorités ragusaines (1360)  et au 15e siècle par les témoignages de voyageurs étrangers ((Konrad von Grünemberg, Arnold von Harff, Jean de Solms, Bernhard von Breydenbach, Richard Guylford), les délégués tchèques au concile de Bâle, évoquant l'origine du théologien Jean de Raguse („notre compatriote de Raguse, ville de Croatie“, „Jean le Slave de Croatie“). Le poète ragusain Mavro Vetranović (1482-1576) appelait ses concitoyens à « rassembler tous les Croates ensemble ». Le nom de « Bošković », porté par diverses familles (la plupart sans liens généalogiques) est issu du prénom "Boško", "Bože" (en français:Noël).
Le concept moderne de nationalité basé sur l'appartenance linguistique, religieuse et culturelle a été développé essentiellement au XIXe siècle. Pour cette raison, l'attribution d'une nationalité définie à des personnalités des siècles précédents vivant dans des régions de forte mixité ethnique est souvent disputée. L'héritage de Roger Joseph Boscovich est revendiqué par plusieurs États, la Croatie, l'Italie, et la Serbie. Ces revendications se basant la plupart du temps sur des citations sélectives de certaines de ses œuvres, elles sont en apparence contradictoires, le présentant comme Croate, Serbe ou Italien selon le choix des citations. Enfin, la nationalité du père de Roger Joseph Boscovich est, elle aussi, disputée ; il apparaît comme Croate,, Dalmate, Serbe, ou Slave Orthodoxe. Roger J.Boscovich se sentait proche des Croates de son époque, lorsqu'il écrivait en 1757 à son frère Baro sur les troupes croates défilant à Vienne: „Vive Haddick et nos Croates“.[source secondaire nécessaire]

## Opinions
- Boscovich, sur lui-même : « Semper ero astronomus[20]. » (« Je serai toujours astronome. »)
- Werner Heisenberg : « Parmi les savants du XVIIIe siècle, Roger Joseph Boscovich prend une place éminente en tant que théologien, philosophe, mathématicien et astronome. Sa Theoria philosophiae naturalis énonce des hypothèses qui ont trouvé leur confirmation au cours des cinquante dernières années. »
- Gustav Fechner : « Si je ne m’abuse, Roger Boscovich, excellent mathématicien et physicien, devrait être considéré comme le père de l’atomistique moderne. »
- Friedrich Nietzsche : « La méthode savante de R. Boscovich représente une synthèse entre une intuition de nature empirique et expérimentale et une argumentation logique appropriée. » et "Je tiens Boscovich pour l'un des grands tournants de la pensée, comme Copernic" (VP, I, Gallimard, p. 218)

## Hommages
- Boscovich, cratère lunaire, porte son nom.
- Les Croatie (série de timbres en 1943, 2007), Yougoslavie (1960 et 1987) Bosnie-Herzégovine (2011) et Vatican (conjointement avec la Croatie en 2011) ont émis des timbres postaux en l'honneur du père Boscovich. 2011 était le 300e anniversaire de sa naissance.
- L'astéroïde (14361) Boscovich a été nommé en son honneur.
- Une 'Esplanade Roger-Joseph-Boscovich' a été créée dans le 13e arrondissement de Paris.
- Il y a une plaque sur un immeuble au 6 rue de Seine à Paris (6e), où il vécut de 1775 à 1777.
- L'institut de recherche croate, à Zagreb, porte son nom.